# Merenschwand
Merenschwand (gsw. Merischwand) – gmina (Einwohnergemeinde) w Szwajcarii, w kantonie Argowia, w okręgu Muri. Liczy 3757 mieszkańców (31 grudnia 2022). 1 stycznia 2012 do gminy przyłączono gminę Benzenschwil.

## Osoby

### urodzone w Merenschwand
- Doris Leuthard, prezydent Szwajcarii[3].